# Чіжа
Чіжа (словац. Číža) — річка в Словаччині, ліва притока Хлмця, протікає в окрузі Требишів.
Довжина приблизно 9,8-10,0 км. Витік знаходиться в масиві Солоні гори на висоті близько 460 метрів. Протікає територією сіл Земплінска Тепліца; Вельке Озоровце і  Еґреш..
Впадає у Хлмець на висоті 133-135 метрів.